# Ersatzbau
Der Ausdruck Ersatzbau war in der Kaiserlichen Marine eine Bezeichnung für neu gebaute Schiffe, deren Zweck es war, ein älteres, außer Dienst gestelltes Schiff abzulösen. Im Gegensatz dazu wurde der Begriff Vermehrungsbau für einen Schiffsneubau verwendet der die Gesamtanzahl der Marineeinheiten tatsächlich zahlenmäßig erhöhte.
In der Reichsmarine und der Kriegsmarine wurde diese Unterscheidung jedoch nicht mehr gemacht.